# Pola zielone, pola czerwone
Pola zielone, pola czerwone (tytuł oryginalny: Fushë e blertë, fushë e kuqe) – albański film fabularny z roku 1984 w reżyserii Gëzima Erebary.

## Opis fabuły
Akcja filmu rozgrywa się w latach 1942-1943, w czasie włoskiej okupacji Albanii. Organizacja młodzieży antyfaszystowskiej próbuje zorganizować mecz piłkarski, który ma być manifestacją oporu przeciwko okupacji. Przeciwko sobie staje drużyna amatorów Shprefeja i zespół "faszystowski". Mecz staje się symboliczną bitwą dwóch postaw wobec okupacji.
Zdjęcia do filmu realizowano w Tiranie. Jednym ze współscenarzystów filmu był znany komentator sportowy Skifter Këlliçi.

## Obsada
- Xhevdet Ferri jako Petrit
- Benon Lopari jako Astrit
- Bep Shiroka jako Xhevat
- Shpëtim Shmili jako Filip
- Pandi Siku jako Misto
- Demir Hyskja jako Hamit
- Alfred Bualoti jako Pavoni
- Sofika Bashari jako Monda
- Enver Dauti jako ojciec Petrita
- Besnik Bisha jako Arbri
- Shkelqim Daja jako Fatmir
- Ilir Bezhani
- Minella Borova
- Ndriçim Daja
- Rabie Hyka
- Vasjan Lami
- Antoneta Papapavli
- Andon Qesari
- Ferdinand Radi